# Малые Ковали (Кировская область)
 Малые Ковали  — деревня в Шабалинском районе Кировской области. Входит в состав Новотроицкого сельского поселения.

## География
Расположена на расстоянии примерно 28 км по прямой на север-северо-запад от райцентра поселка Ленинского.

## История
Известна с 1891 года, в 1905 здесь (выселок из починка при речке Нюрюге и Березовке или Нижние Ковали) дворов 12 и жителей 89, в 1926 (деревня Мал. Ковали, Нижние Ковали, при речке Нюрюге и Березовке) 22 и 101, в 1950 (уже Малые Ковали) 20 и 60, в 1989 28 жителей.

## Население
Постоянное население составляло 29 человек (русские 93%) в 2002 году, 14 в 2010.